# Limonium emarginatum
Limonium emarginatum — вид гвоздикоцвітих рослин родини кермекових.

## Поширення
Ця вічнозелена рослина є рідною для південної Іспанії, Сеути, Марокко і Гібралтару. Росте в тріщинах прибережних скель з пісковиків, мергелів і вапняків. Вид супроводжують Asteriscus maritimus, Calendula suffruticosa, Silene obtusifolia, Crithmum maritimum, і т. д.

## Морфологія
Це безволоса рослина висотою від 30 до 50 см. Листки довжиною 40–60 мм, шириною 7–15 мм, лінійно-лопатчасте. Стебла до 75 см, прямі або висхідні, розгалужені.

## Біологія
Це багаторічна трава, яка тримає свої листи протягом усього року. Цвіте з квітня до кінця жовтня. Плодоношення і виробництво насіння починається в кінці липня і триває до кінця листопада.